# 郑雨
郑雨（1996年2月7日—），中国女子羽毛球运动员，出生于中国山东省。

## 簡歷
郑雨生性好動，父母自小就为她报了各种体育活动兴趣班，最終她選定了較有天赋的羽毛球運動。在跟家鄉的教练练了一段时间後，她就被推荐到了镇江市去打球。2007年，八一队的陈伟华教练到镇江开会，刚好路过羽毛球馆，觉得郑雨是个好苗子，便邀請她到八一队训练。
2010年，14岁的郑雨憑藉在全国青年羽毛球锦标赛的不錯成績，获得了参加国家队调赛的机会。她在调赛中得到第一名，第一次踏进国家队大门。期間，她曾代表中國參加印度勒克瑙舉行的亞洲青年羽毛球錦標賽，拿得團體賽冠軍。到了2011年底的一次调赛，郑雨得了第五名，由於国家队只取前四名留下来，她只留了一年多便要离开国家队。
2012年，郑雨在一次分区赛拿到第一名，再次获得打调赛的机会，并最终获得第三名。同年6月，郑雨第二次进入国家队。期間，她又代表中國參加日本千葉縣舉行的世界青年羽毛球錦標賽，拿得團體賽冠軍。
2013年，郑雨第一次以国家队队员身份代表八一参加瀋陽舉行的全运会。最終，八一隊赢得女子團體冠军，她又在女子單打比賽拿了第五名。同年9月，她因为国家队调整又再次回到了八一队。

## 主要比賽成績
只列出曾進入準決賽的國際賽事成績：
| 年份   | 賽事                     | 公開賽級別 | 項目     | 拍檔   | 成績   |
| ------ | ------------------------ | ---------- | -------- | ------ | ------ |
| 2011年 | 亞洲青年羽毛球錦標賽     | 其他       | 混合團體 | －     | 金牌   |
| 2012年 | 世界青年羽毛球錦標賽     | 其他       | 混合團體 | －     | 金牌   |
| 2016年 | 世界大學生羽毛球錦標賽   | 其他       | 混合團體 | －     | 銀牌   |
| 2018年 | 亞洲羽毛球團體錦標賽     | 其他       | 女子團體 | －     | 銀牌   |
| 2018年 | 德國羽毛球公開賽         | 超級300賽  | 女子雙打 | 黄东萍 | 亞軍   |
| 2018年 | 紐西蘭羽毛球公開賽       | 超級300賽  | 女子雙打 | 曹彤威 | 亞軍   |
| 2018年 | 優霸盃                   | 其他       | 女子團體 | －     | 銅牌   |
| 2018年 | 亞洲運動會羽毛球比賽     | 其他       | 女子團體 | －     | 銀牌   |
| 2019年 | 泰國羽毛球大師賽         | 超級300賽  | 女子雙打 | 李汶妹 | 亞軍   |
| 2019年 | 瑞士羽毛球公開賽         | 超級300賽  | 女子雙打 | 李汶妹 | 準決賽 |
| 2019年 | 日本羽毛球公開賽         | 超級750賽  | 女子雙打 | 李汶妹 | 準決賽 |
| 2019年 | 澳門羽球公開賽           | 超級300賽  | 女子雙打 | 李汶妹 | 準決賽 |
| 2020年 | 马来西亚羽毛球大师赛     | 超級500賽  | 女子雙打 | 李汶妹 | 冠軍   |
| 2021年 | 蘇迪曼盃                 | 其他       | 混合團體 | －     | 金牌   |
| 2021年 | 優霸盃                   | 其他       | 女子團體 | －     | 金牌   |
| 2021年 | 丹麥羽毛球公開賽         | 超級1000賽 | 女子雙打 | 黃東萍 | 冠軍   |
| 2022年 | 德國羽毛球公開賽         | 超級300賽  | 女子雙打 | 张殊贤 | 準決賽 |
| 2022年 | 全英羽毛球公開賽         | 超級1000賽 | 女子雙打 | 张殊贤 | 亞軍   |
| 2022年 | 優霸盃                   | 其他       | 女子團體 | －     | 銀牌   |
| 2022年 | 泰國羽毛球公開賽         | 超級500賽  | 女子雙打 | 张殊贤 | 準決賽 |
| 2022年 | 馬來西亞羽毛球公開賽     | 超級750賽  | 女子雙打 | 张殊贤 | 亞軍   |
| 2022年 | 新加坡羽毛球公開賽       | 超級500賽  | 女子雙打 | 张殊贤 | 亞軍   |
| 2022年 | 海洛羽毛球公開賽         | 超級300賽  | 女子雙打 | 张殊贤 | 準決賽 |
| 2022年 | 澳洲羽毛球公開賽         | 超級300賽  | 女子雙打 | 张殊贤 | 冠軍   |
| 2022年 | 世界羽聯世界巡迴賽總決賽 | 總決賽     | 女子雙打 | 张殊贤 | 準決賽 |
| 2023年 | 馬來西亞羽毛球公開賽     | 超級1000賽 | 女子雙打 | 张殊贤 | 準決賽 |
| 2023年 | 全英羽毛球公開賽         | 超級1000賽 | 女子雙打 | 張殊賢 | 準決賽 |
| 2023年 | 蘇迪曼盃                 | 其他       | 混合團體 | －     | 冠軍   |
| 2023年 | 新加坡羽毛球公開賽       | 超級750賽  | 女子雙打 | 張殊賢 | 準決賽 |
| 2023年 | 韓國羽毛球公開賽         | 超級500賽  | 女子雙打 | 張殊賢 | 準決賽 |
| 2023年 | 世界羽毛球錦標賽         | 其他       | 女子雙打 | 張殊賢 | 季軍   |
| 2023年 | 亞洲運動會羽毛球比賽     | 其他       | 女子團體 | －     | 銀牌   |
| 2023年 | 海洛羽毛球公開賽         | 超級300賽  | 女子雙打 | 張殊賢 | 冠軍   |
| 2023年 | 日本熊本羽毛球大師賽     | 超級500賽  | 女子雙打 | 張殊賢 | 冠軍   |
| 2024年 | 馬來西亞羽毛球公開賽     | 超級1000賽 | 女子雙打 | 張殊賢 | 亞軍   |
| 2024年 | 印度羽毛球公開賽         | 超級750賽  | 女子雙打 | 張殊賢 | 亞軍   |
| 2024年 | 印尼羽毛球大師賽         | 超級500賽  | 女子雙打 | 張殊賢 | 亞軍   |
| 2024年 | 亞洲羽毛球錦標賽         | 其他       | 女子雙打 | 張殊賢 | 亞軍   |
| 2024年 | 優霸盃                   | 其他       | 女子團體 | －     | 冠軍   |
| 2024年 | 中國羽毛球公開賽         | 超級1000賽 | 女子雙打 | 賈一凡 | 準決賽 |
| 2025年 | 亞洲羽毛球錦標賽         | 其他       | 女子雙打 | 張殊賢 | 季軍   |

| 2007-2017年 | 首要超級賽 | 超級賽 | 黃金大獎賽 | 大獎賽 | 國際挑戰賽 | 國際系列賽 | 未來系列賽 | 其他 |

| 2018-2026年 | 總決賽 | 超級1000賽 | 超級750賽 | 超級500賽 | 超級300賽 | 超級100賽 | 國際挑戰賽 | 國際系列賽 | 未來系列賽 | 其他 |

### 世界冠軍頭銜
郑雨在羽毛球生涯中共奪得4項羽毛球世界冠軍頭銜。
| 賽事     | 奪冠次數 | 年份                      |
| -------- | -------- | ------------------------- |
| 蘇迪曼盃 | 2        | 2021年 2023年（混合團體） |
| 優霸盃   | 2        | 2020年 2024年（女子團體） |
| 總計     | 4        |                           |

### 奧運會和世錦賽參賽紀錄
|          | 搭檔   | 2019 | 2020 | 2021 | 2022 | 2023 |
| -------- | ------ | ---- | ---- | ---- | ---- | ---- |
| 女子雙打 | 李汶妹 | 16強 | －   | 16強 | －   | －   |
| 女子雙打 | 張殊賢 | －   | －   | －   | 8強  | 季軍 |